# Frente Unido de Jóvenes Ecuatorianos
El Frente Unido de Jóvenes Ecuatorianos (FUJE), inicialmente creado como una organización juvenil en 2017 y posteriormente consolidado como fundación el 28 de agosto de 2020; es una organización sin ánimo o fines de lucro y la primera organización juvenil ecuatoriana reconocida legalmente como fundación. Su fin es incentivar y promover la participación de jóvenes en temas de la política y la actividad social, motivando su presencia en espacios de opinión que permitan exponer criterios y puntos de vista frente a las problemáticas del Ecuador y el mundo, al incentivar y generar proyectos que permitan acercar a los jóvenes a una mayor participación social, en los ámbitos culturales, de liderazgo, sociales y ambientales; los cuales son de acceso libre y gratuito. La cede central de la fundación se encuentra ubicada en la parroquia Javier Loyola, Azogues.
Durante el torneo juvenil de debate «Eleva Tu Voz», realizado el 7 de noviembre de 2019 con el apoyo de la Dirección Distrital de Educación 03D01 del Cañar, el presidente de la fundación indicó que la finalidad es motivar a la juventud a presenciar espacios de opinión que permitan exponer criterios y puntos de vista frente a las problemáticas del Ecuador y el mundo.
La organización se ha involucrado en diferentes protestas sociales, especialmente en contra de la violencia de género y feminicidios, exigiendo más protección y concientización por parte de las autoridades.